# Диойкет
Диойке́т (греч. διοικητής) — название административной должности в эллинистическом и римском Египте и в Византии. Функции и полномочия носителей этой должности со временем претерпевали серьёзные изменения.

## Этимология
Об этимологии термина диойкет ничего не известно. Джоном Багнеллом Бьюри высказывалось предположении о его происхождении от позднелатинского слова диоцез, но эта гипотеза была позднее опровергнута Францем Дёльгером.

## В Египте
В Египте времён Птолемеев диойкет был руководителем финансового управления и вторым лицом после царя. Им составлялись планы посева сельскохозяйственных культур, сбор налогов, чеканка монеты, назначения чиновников и трактовка царских указов. В ведении диойкета были царские монополии, транспорт и тогровля. Помимо главного диойкета, именовавшегося также ὁ ἐπὶ τῆς διοικήσεως, были также местные региональные диойкеты, подчинённые главному. Термин настолько укоренился, что даже после римского завоевания Египта в 30 году до н. э. он сохранился и обозначал главного финансового чиновника, подчинённого прокуратору.

## В Византии

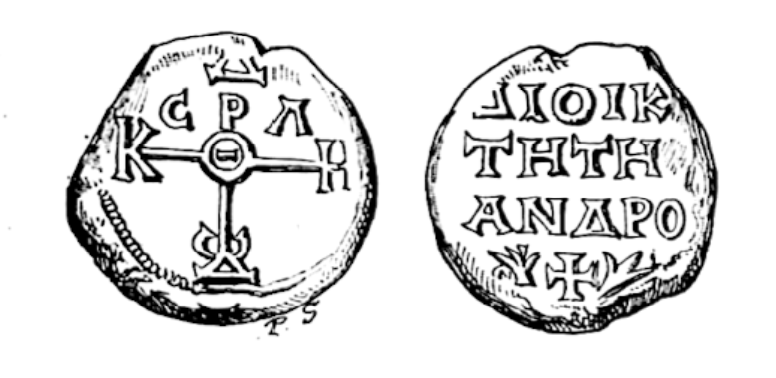
Печать диойкета по имени Андрос (VIII—IX века)

В Византии диойкетами назывались чиновники, занимавшиеся сбором налогов или, возможно, управители хозяйством частного лица или церковного учреждения. В «Трактате о налогообложении» Льва VI упоминается некий Пётр, бывший «диойкетом восточной епархии» в 680 году, однако в документах Третьего Константинопольского собора 680—681 годов не сохранилось чётких указаний на сферу обязанностей Петра. Должность также многократно упоминается применительно к чиновникам различных провинций империи, сохранилось также не менее 37 печатей провинциальных дийокетов. В 1109 году должность диойкета как сборщика налогов была заменена на практора.

## На других территориях
Термин διοικητής изредка встречается в качестве титула должностного лица применительно к другим территориям. Диойкеты были в некоторых сирийских городах и на острове Керкире, но об их полномочиях и исполняемых ими функциях ничего не известно. Диойкеты также упоминаются применительно к чиновникам небольших населённых пунктов в районе Неаполя, а применительно к Смирне — о некоей женщине с именем Флацилла или Луцилла, которая также именуется διοικηταί.

## Современное использование
В современном греческом языке термин διοικητής сохранился в значениях «управляющий, администратор, командующий».